# (285) Regina
(285) Regina est un astéroïde de la ceinture principale découvert par Auguste Charlois le 3 août 1889 à Nice.